# Борова (Ірбітський міський округ)
Борова́ (рос. Боровая) — присілок у складі Ірбітського міського округу Свердловської області.
Населення — 89 осіб (2010, 98 у 2002).
Національний склад населення станом на 2002 рік: росіяни — 100 %.